# Congocepheus thailandae
Congocepheus thailandae is een mijtensoort uit de familie van de Carabodidae. De wetenschappelijke naam van de soort werd voor het eerst geldig gepubliceerd in 2018 door Fernandez, Theron, Leiva en Jordaan.